# Halmășd (gmina)
Halmășd – gmina w Rumunii, w okręgu Sălaj. Obejmuje miejscowości Aleuș, Cerișa, Drighiu, Fufez i Halmășd. W 2011 roku liczyła 2393 mieszkańców.